# NGC 85
NGC 85 (другие обозначения — NGC 85A, MCG 4-2-7, ZWG 479.9, NPM1G +22.0017, PGC 1375) — линзообразная галактика (S0) в созвездии Андромеда.
Галактика занесена в «Новый общий каталог» дважды, с обозначениями NGC 85 и NGC 85A.
Этот объект входит в число перечисленных в оригинальной редакции «Нового общего каталога».
Галактика NGC 85 входит в состав группы галактик NGC 80. Помимо NGC 85 в группу также входят ещё 12 галактик.